# There Is a Mountain
There Is a Mountain è un brano musicale scritto dal cantautore scozzese Donovan. Nel 1967 venne pubblicato su singolo (lato B: Sand and Foam), ed arrivò alla posizione numero 11 nella classifica statunitense e alla numero 8 in quella britannica.

## Il brano
Il testo della canzone si riferisce a una massima zen buddista di Qingyuan Weixin, in seguito tradotta da D.T. Suzuki nel suo Essays in Zen Buddhism, uno dei primi testi che resero popolare la religione Buddista in Europa e negli Stati Uniti. Qingyuan scrisse:

## Formazione
- Donovan - voce e chitarra acustica
- Tony Carr - percussioni
- Harold McNair - flauto ed arrangiamento
- Danny Thompson - basso

## Cover
- Dandy Livingstone nel 1967.
- The Bobs nel 1994 per l'album The Bobs Cover the Songs of... .
- Kenny Loggins reinterpretò la canzone nel 2009 insieme a sua figlia Hana nel suo album All Join In.
- Steve Earle suonò la canzone in molte date del suo "Terraplane" World Tour del 2015.
- The Long Beach Dub Allstars featuring Wailing Souls reinterpretarono la canzone.
- La jam session strumentale Mountain Jam della Allman Brothers Band (inclusa nell'album Eat a Peach, 1972) è una lunga improvvisazione basata su questa canzone. Anche i Grateful Dead talvolta erano soliti improvvisare su There Is a Mountain.